# Mike Colter
Mike Randal Colter (Columbia, 26 de agosto de 1976) es un actor estadounidense de cine y televisión.
Se dio a conocer tras interpretar el personaje de Willie Little en la conocida película Million Dollar Baby. Actualmente es conocido por interpretar a Luke Cage en las series de televisión Jessica Jones, Luke Cage y The Defenders, ubicadas dentro el Universo cinematográfico de Marvel. De igual manera, es conocido por interpretar al Spartan Jameson Locke en el videojuego Halo 5:GuardiansForma parte del trio protagonista de la destacada serie de los King que ha completado este año su última temporada,Evil.

## Biografía

### Primeros años
Nacido en la ciudad estadounidense de Columbia (en el estado de Carolina del Sur), creció en St. Matthews. Se graduó en secundaria por la Calhoun County High School de dicha localidad, donde fue conocido por ser uno de los alumnos más destacados y con más ambición. Tras graduarse pasó un año en el Benedict College de Columbia y seguidamente entró en la Universidad de Carolina del Sur, donde en el año 1999 obtuvo una licenciatura en Teatro. Luego obtuvo también una maestría en Artes escénicas por la Universidad Rutgers y el Mason Gross School of the Arts de Nuevo Brunswick (Nueva Jersey).
En el año 2002 tuvo su primer papel en televisión, en un episodio de la serie ER emergencias.

### Carrera
En el 2004 saltó a la fama tras darse a conocer con su primer papel cinematográfico en la película Million Dollar Baby, en la que interpretaba el papel del boxeador Willie Little. A su vez destaca por haber aparecido en películas como Brooklyn Lobster, Silver Bells, And Then Came Love, Taking Chance, Salt, Hombres de negro III (Men in Black III), La noche más oscura y Breakthrough. En 2022 tuvo una pequeña aparición en el filme de acción surcoreano Carter.
En televisión también destaca tras aparecer en "The Parkers", "Law & Order: Trial by Jury", "Law & Order: Criminal Intent", "Law & Order: Special Victims Unit", "Royal Pains", "The Good Wife", "Blue Bloods", "Ringer", "Mentes criminales", "American Horror Story: Coven", "Halo", "Jessica Jones", The Following (Serie de televisión),"Luke Cage"y "Evil"